# Видение пономаря Тарасия

«Видение хутынского пономаря Тарасия» (новгородская икона, к. XVII — н. XVIII вв.). Последняя треть XVI в. Из Спасо-Преображенского собора Хутынского монастыря. НГОМЗ

Видение хутынского пономаря Тарасия (Прохора) — сюжет из «Жития Варлаама Хутынского» (т. н. «распространённая» редакция 1526 года), ставший основой иконописной композиции, известной по семи новгородским иконам.

## Сюжет

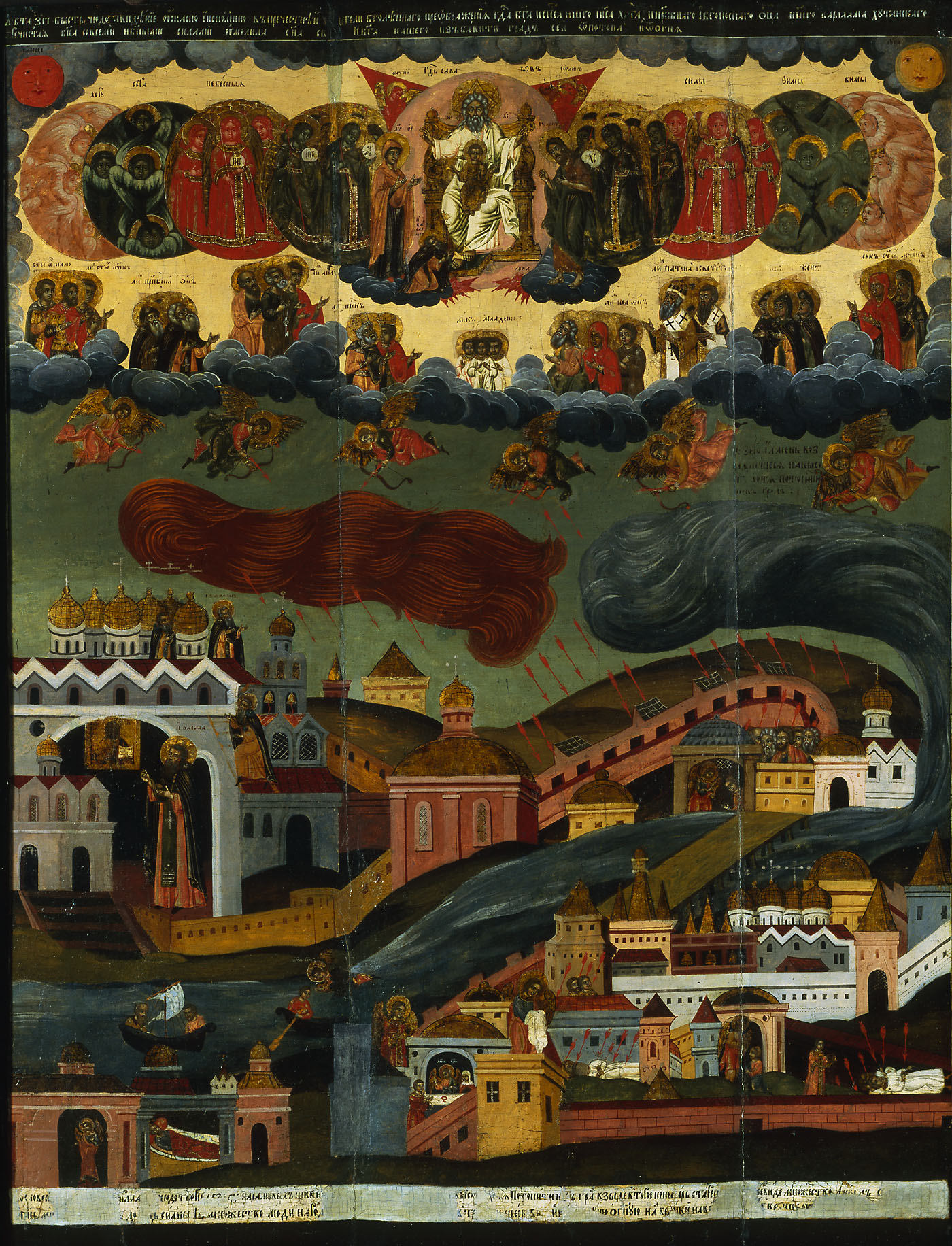
Конец XVII — начало XVIII века. ГТГ

Согласно рассказу жития, в 1505 году (назван в тексте) преподобный Варлаам Хутынский (ум. 1192), чьи мощи находились под спудом в Спасо-Преображенском соборе Хутынского монастыря, явился ночью пономарю Тарасию.
Тарасий по велению Варлаама трижды поднимался на самый верх церкви, и видел оттуда:
1. озеро Ильмень, нависшее над Великим Новгородом и готовое потопить его (Хутынский монастырь расположен в 10 км на север от Новгорода, вниз по течению Волхова), а на земле — ангелов-хранителей рядом с горожанами, глядящих в книги их судеб;
2. множество ангелов, стреляющих огненными стрелами в жителей Новгорода, поражая их;
3. тучу огненную.

Объятый ужасом Тарасий поведал Варлааму о том, что видел, тогда святой объяснил: «Господь Бог хотел потопить Новгород озером Ильмень за то, что умножились грехи всего народа новгородского, за беззаконие и ложь новгородцев. Но за молитвы Пречистой Богородицы и ради молитв всех святых пощадил Господь Бог людей своих, поэтому не погубит потопом города, но насылает Господь Бог на людей мор — казнь за их грехи, но простит раскаявшихся. А через три года после мора будет сильный пожар в Великом Новгороде, потому что Пречистая Богородица со всеми святыми умолила Сына своего и Бога нашего Иисуса Христа и избавила город свой от потопа».
Легенда возникла под влиянием реальных бедствий, постигших Новгород:
- в 1506—1508 годы в городе была моровая язва: «При великом князе Василье Ивановиче всея Руси и при архиепископе новгородцком, владыце Серапионе, бысть въ Новегороде мор велми велик железою, паде же и людеи безсчислено, и того бысть по три осени. Последнюю же осень, лета 7016 (1508), паде людей, мала и велика, мужеска полу и женьска, 15000 душь и 400 безс четырёх голов»[4].
- в 1508 году город был опустошён страшным пожаром, в котором погибло по летописным сообщениям 2314 человек[5].

Возникновение легенды академик Д. С. Лихачёв относит к 1515 году, когда по повелению великого князя Василия Ивановича в Хутынском монастыре был построен новый каменный Спасо-Преображенский собор:

Это был один из немногих поздних новгородских храмов, имевших внутренний ход на кровлю, с которой открывался единственный и неповторимый вид на Новгород: город расстилался на юг от собора, был виден во всех своих деталях, а за городом, как бы нависая над ним, на самом горизонте стояло казавшееся выпуклым Ильмень-озеро. Открывавшаяся с крыши Хутынского собора панорама могла быть поводом к созданию легенды.

«Будучи записанным, „Видение…“ входило не только в состав Жития Варлаама Хутынского, но и переписывалось как самостоятельное произведение. Рассказ этот существовал в двух редакциях. Заглавия „Видения…“ как в составе Жития Варлаама Хутынского так и в отдельных списках разнообразны: „Чюдно видение преподобнаго Варлаама над Великим Новым Градом“; „В лето 7013. Бысть чюдо преславно и видение ужаса исполнено в пречестней обители боголепнаго Преображения господа бога и спаса нашего Исуса Христа и преподобнаго и богоноснаго отца нашего Варлаама“; „Моление преподобнаго отца Варлаама о граде и о людех“; „Чюдо святаго Варлаама, како избави Новград от потопа и огня“ (…) Вторая редакция „Видения…“ отличается от первой тем, что имя пономаря в ней не Тарасий, а Прохор, и здесь есть дополнительный эпизод. Пономарь Прохор, войдя в церковь, видит там трех юношей. Они спрашивают Прохора о Варлааме. Удивлённый их вопросом Прохор говорит, что, видно, они не здешние жители, раз не знают, что Варлаам умер уже триста лет тому назад. Подойдя к гробнице святого, юноши (это были посланцы Бога) повелевают Варлааму встать из могилы и говорят, что бог велит ему покинуть Новгород, который будет погублен потопом. Варлаам отказывается сделать это: он готов погибнуть вместе с городом. Далее идёт тот же текст, что и в первом варианте. Источником этого вставного эпизода послужил сходный эпизод Мучения Димитрия Солунского.».
Лихачёв отмечает, что, несмотря на общие места и мистическую окраску «Видения…», это произведение, отличающееся целым рядом конкретных моментов, является «типично новгородским».

## Иконография

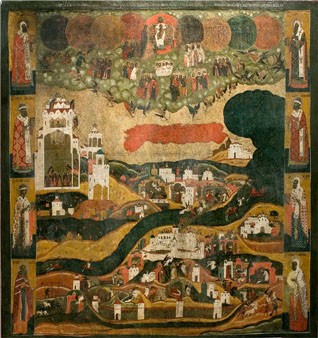
Покровский собор (Москва)

Сохранившиеся «иконы „Видение пономаря Тарасия“ имеют сходную композицию, возможно, они восходят к одному прототипу — иконе из Спасо-Преображенского собора Хутынского монастыря первой половины XVI века».
- В верхней части в небесах изображена Святая Троица с предстоящими Богоматерью и Иоанном Предтечей с припадающим в молении преподобным Варлаамом Хутынским и ангелами по сторонам, чуть ниже — группы святых в молении. Над городом изображена огненная туча, над ней ангелы, стреляющие огненными стрелами (то есть болезнью) в новгородцев.
- В средней части справа изображено озеро Ильмень, из которого вытекает справа налево сверху вниз река Волхов, по берегам которой располагается Великий Новгород. Слева — Хутынский монастырь, Тарасий и Варлаам
- Внизу — панорама средневекового Новгорода. «Особый интерес вызывает изображение новгородцев, занятых своими повседневными делами. Около каждого — ангел-хранитель, ставящий метку на челе праведника или покидающий грешника»[8] (ангелы встречаются не на всех списках). Благодаря изображению «Видения» на новгородских иконах имеется возможность составить представление о не сохранившихся постройках Новгорода (например, церковь Бориса и Глеба, разрушившаяся в 1652 году[9]) или постройках, впоследствии перестроенных (например, Звонница Софийского собора на иконе XVII века изображена пятипролётной, без поздней западной пристройки[10]).

Это — первое в истории древнерусского искусства произведение, изображающее целый город. «В основе композиции, как считают исследователи, — миниатюры лицевого Апокалипсиса XVI века, посвященные теме разрушения земли во имя Господнего гнева. А в основу изображения Новгорода положен, очевидно, какой-то достаточно условный план (чертеж) местности, дополненный и доработанный иконописцем в процессе создания иконы. Дальнейшего развития эта композиция не получила, однако известны „списки“ XVII—XVIII веков».
Сохранилось 7 икон на этот сюжет, из которых древнейшей, по всей видимости, является икона из Спасо-Преображенского собора Хутынского монастыря (Новгородский музей). Также этот сюжет встречается в клеймах житийной иконы св. Варлаама (например, «Варлаам Хутынский в житии» из собрания Ярославского Художественного музея, где пономарь по второй редакции — Прохор).